# Тыргетуйское восстание
Тыргетуйское восстание — это восстание крестьян против советской власти из сёл Карымского района Жимбира, Малки, Тыргетуй, Кумахта, Аргалей, Малая Тура, случившееся в 1929 году. Число участников восстания достигло 237 человека. Жертвами восстания стали два человека, к ответственности привлекли 182 человека.

## Предыстория
Коллективизация в 1929 году дошла до забайкальского края. К тому моменту в Советской России выражение «кулак» имело негативное значение, соотносилось по смыслу со словами «предатель» и «бандит», и на собраниях в партийных ячейках в сёлах и деревнях пропагандировалась политика борьбы с кулаками, со ссылками на высказывания вождей большевизма. Таким образом в умы жителей сёл вбивалась агрессия и ненависть к некоторым из своих земляков, чье благосостояние по разным причинам отличалось в лучшую сторону. При этом иногда было трудно определить кто действительно является кулаком, а кто зажиточным или справным крестьянином, просто добросовестно и усердно ведущий своё хозяйство.
Иногда поражение в правах могло достигать не столько типичного кулака-мироеда, сколько обычных крестьян ничего общего с кулаками не имевшие. Например, 31 октября 1929 года, крестьянину из села Кумахта Карымского района Виталию Липатникову, который не был кулаком, вручили извещение о вывозе 404 пуда хлеба для государственной ссыпки.

В Карымском районе хлебозаготовительная кампания осуществлялась административным, принудительным путём. Так, в село Тыргетуй проводить коллективизацию и бороться с кулачеством приехал двадцатипятитысячник, член ВКП (б) Иван Пакулов. На собрании сельского актива он сказал: 
«Подошла пора покончить с кулаками. Мироедский этот класс надо вырвать с корнем как самый зловредный сорняк, алчно сосущий из земли живительные соки».
Осенью в Тыргетуе в список кулаков внесли 33 домохозяина, которые не выполнили требуемые нормативы о сдаче семенного фонда. Одним из раскулаченных оказался 50-летний Авдеев Карпович, чей сын служил в Красной армии и оттого имущество семьи освобождалось от конфискации, тем не менее имущество на сумму 1082 рубля 56 копеек было вывезено со двора. Другим раскулаченным стал 60-летний поляк Богуш Игнатьевич, у которого в семье было семь человек при двух кормильцев, имущество на сумму 1568 рублей 56 копеек было тоже вывезено. У Гурко Ивановича, в семье которого насчитывало 10 человек, в том числе теща Прасковья Михайловна чей возраст был 100 лет, при двух трудоспособных членах семьи было продано имущество на сумму 577 рублей 15 копеек, часть имущества, которое не удалось продать вернули обратно без права самостоятельно им распоряжаться.
В список на раскулачивание был также внесён Никита Губкин, который являлся председателем сельского совета села Жимбира. Вместе с ним там оказались и трое его братьев Андрей, Иван и Илларион. Губкин говорил, что «город живёт за счёт обнищания деревни».
В дальнейшем выяснилось, что половину домохозяйств раскулачили несправедливо, после чего 6 сентября 1930 года вышло постановление № 58 Карымского райисполкома о возврате имущества 18 гражданам. Однако получилось вернуть не всё, некоторые вещи были разворованы.

В скором времени крестьяне стали высказываться против заготовительной кампании. Житель села Аргалей Дмитрий Смирнов на политику большевиков заявил:
«В результате хлебозаготовительной кампании для всех стало ясно, что коммунизм есть выдумка хитрых людей, и если крестьянство и в дальнейшем будет жить при этом коммунизме, неминуемо наступит голодное вымирание человеческого поколения».

## Восстание
В сентябре в доме жителя села Аргалей Андрея Петрова собрались его земляки. В числе пришедших были Павел Соболев, Ефрем Смирнов, Петр Пирогов, Павел Колоколов, Яков Маслов, Николай Еремеев, Кирилл Гудков. Хозяйства всех этих людей находились в списке для конфискации. Разговор зашёл о подготовке к восстанию. Один из участников встречи Григорий Смирнов высказался о создании ядра повстанцев собранных из близлежащих сел. В качестве руководителя восстания был предложен Степан Сыромятников.
Похожее собрание произошло в селе Малая Тура в доме Ивана Емельянова. На встрече среди прочих были Георгий Шивков, Павел Смолин, Гавриил Емельянов. В качестве командира группы был предложен середняк Конон Никифиров, который согласился на эту должность. Было принято решение вооружиться и выступить против советской власти.
В дальнейшем, 10 ноября, объединившись, повстанцы решили собраться в доме Сергея Коряпина, но поскольку его дом был небольшим, встреча прошла в доме Петра Соколова.

Один из повстанцев Иван Гаврилов заявил:
«Мы делаем восстание против советской власти. К нам должны присоединиться все в Карымском районе, в Аге, Чите, Ново-Дурулгуе. А кто будет несогласен с нами, того будем убирать с дороги». 
Той же ночью отряд под руководством повстанцев Губкина и Гаврилова отправился на присоединение к повстанцам Смирновым и Красильникову.
11 ноября в 7 часов отряд вошёл в Аргалей, разделился на группы и разъехался по селу. Восставшие, среди которых Василий Гордеев вместе с Лаврентием, Терентием и Иннокентием Тюриными отправились к сельскому совету, где забрали документы, общественные деньги, печать и бумаги по хлебозаготовкам, а также взяли оружие. Группа в составе Николая Никифорова, Федора Маслова и Михаила Абрамова отправилась забирать оружие в кооперативе.
На рассвете был проведен митинг для местных жителей, на котором им разъяснили, что восстание было организовано для защиты крестьянских прав и против давления советской власти. Повстанцы предложили всем желающим войти в их ряды. Среди тех кто вошёл в отряд был один из середняков Фрол Смирнов, не смог присоединиться 60-летний Михаил Васильев, но он отправил в отряд своего сына и отдал одну лошадь.
12 ноября повстанец Сергей Орлов убил из нагана Пакулова.
Повстанцы захватили сельсовет и кооператив. Были предприняты меры безопасности, например, в Тыргетуе были спилены телеграфные столбы.
13 ноября появились сведения о приближении красноармейцев к селу Аргалей. Очень скоро случилось первое боевое столкновение повстанцев с красноармейцами.
К 1 декабрю восстание было ликвидировано. Всего было арестовано 237 человека, 55 были в дальнейшем освобождены.

## Суд и расстрел
15 февраля 1930 года в Чите тройка ОГПУ судила участников восстания. Почти весь состав восставших получил высшую меру наказания — расстрел. Участники восстания Конон Никифиров и Иван Гладких получили 10 лет лагерей.
18 апреля 1930 года повстанец Сергей Орлов был арестован и расстрелян.